# Gimlet
Kapitán Lorrington „Gimlet“ King je literární postava od W. E. Johnse, známého hlavně díky Bigglesovi. Jméno „Gimlet“ (anglicky nebozez) je pravděpodobně inspirováno majorem „Gimletem“ Championem, jedním z důstojníků, který Johnsovi velel během jeho vojenské kariéry. Zbytek jména může být inspirován jihoafrickým vojákem a dobrodruhem Williamem Lorrainem Kingem, který zemřel krátce před vydáním první knihy o Gimletovi.
Knihy o Gimletovi vycházely během a po druhé světové válce. Jejich děj je o dobrodružstvích průzkumníka „Gimleta“ Kinga a jeho společnících.
Mezi hlavní společníky patří:
- desátník Albert Edward „Copper“ Collson (česky Polda nebo Měďák[pozn 1], bývalý policista)
- vojín „Trapper“ Troublay, (česky Trapper nebo Zálesák[pozn 1], bývalý lovec kožešin)
- Nigel Norman „Cub“ Peters (česky Prcek nebo Mládě[pozn 1]).

Gimlet a jeho commandos (Gimletova koťata) měli představovat různá etnika Britského impéria; Angličany, Francouzské Kanaďany, Skoty případně v Evropě vzdělané Asiaty, kteří spolupracují pro dobro Británie.
Některé z knih jsou zasazeny do období druhé světové války, zvláště na území okupované Evropy. Zbývající se odehrávají po válce v britských koloniích. Převážně se jedná o operace na území nepřítele. V jedné knize například osvobozují britské zajatce ve Francii z továrny, která má být bombardována. V pozdějších příbězích například hledají poklad a přitom musí zároveň čelit Werwolfům, kteří chtějí popravit britské „válečné zločince“. Přestože popularita Gimleta nedosahuje popularity Bigglese, mají knihy o Gimletovi své místo v britské dobrodružné literatuře.

## Díla obsahující postavu Gimleta

### Knihy
- King of the Commandos (1943)*
- Gimlet goes again (1944)*
- Gimlet comes home (1946)
- Gimlet mops up (1947)*
- Gimlet's Oriental quest (1948)
- Gimlet lends a hand (1949)
- Gimlet bores in (1950)*
- Gimlet off the map (1951)
- Gimlet gets the answer (1952)
- Gimlet takes a job (1954)

Ve čtyřech knihách o Gimletovi (označeno *) se vyskytuje jako vedlejší postava Biggles, naopak Gimlet je zmiňován v knize Biggles v Antarktidě a se svým komandem vystupuje v knize Biggles za železnou oponou (1952)

### Povídka
Jediná povídka o Gimletovi je obsažena v knize Comrades in Arms (1946, česky Biggles – Bouře nad Německem). V povídce An Oriental Assignment (česky Orientální mise) Biggles letí s Gimletem a jeho muži na místo určení a pak je zase veze zpátky.
Tato povídka a výskyt v Bigglesovi jsou jediné příběhy, které vyšly česky.